# 李怀珍
李怀珍（1957年6月—），河南扶沟人，汉族，中华人民共和国政治人物、第十一届全国人民代表大会湖北地区代表。
毕业于东北财经大学投资经济专业，是中共党员。担任沂蒙小调特色食品有限公司总经理。2008年起担任全国人大代表。